# Weiquan-Bewegung
Die Weiquan-Bewegung ist eine dezentralisierte Gruppe von Anwälten, Rechtsexperten und Intellektuellen in China, die sich dafür einsetzen, die Bürgerrechte durch Rechtsverfahren und juristischen Aktivismus zu schützen und zu verteidigen. Die Bewegung, die in den frühen 2000er Jahren begann, organisierte Demonstrationen, suchte Reformen über das Justizsystem und die Medien, verteidigte Opfer von Menschenrechtsverletzungen und reichte ungeachtet des Widerstandes der Behörden der Kommunistischen Partei Chinas Appellationsschreiben ein. Zu den von Weiquan-Anwälten vertretenen Themen zählen Eigentums- und Wohnungsrechte, Schutz für AIDS-Opfer, Umweltschäden, Religionsfreiheit, Meinungsfreiheit und Pressefreiheit sowie die Verteidigung der Rechte anderer Rechtsanwälte, die mit Berufsverbot oder Freiheitsstrafe konfrontiert werden.
Einzelpersonen, die in der Weiquan-Bewegung involviert sind, stoßen gelegentlich auf harte Repressalien durch chinesische Behörden, darunter Berufsverbot, Inhaftierung, Belästigung und in extremen Fällen Folter. Die Behörden reagierten auf die Bewegung mit einer Bildungskampagne über das „sozialistische Rechtsstaatskonzept“, die das Primat der Kommunistischen Partei bei politischen Erwägungen in Rechtsberufen bekräftigen, und mit den Drei Höchsten die Vormachtstellung der Kommunistischen Partei in Gerichtsverfahren festigen sollte.

## Hintergrund
Seit den Rechtsreformen der späten 1970er und 1980er Jahre hat die Kommunistische Partei Chinas (KPCh) die Sprache der Rechtsstaatlichkeit übernommen und ein modernes Justizsystem geschaffen. In dem Prozess erließ sie Tausende neue Gesetze und Verordnungen und begann damit, mehr Rechtsexperten auszubilden. Das Konzept der „Rechtsstaatlichkeit“ war in der Verfassung der Volksrepublik China verankert, und die KPCh begann Kampagnen, um die Idee zu verbreiten, dass die Bürger durch und nach dem Gesetz geschützt seien. Gleichzeitig besteht jedoch ein grundlegender Widerspruch in der Umsetzung der Rechtsstaatlichkeit, in dem die KPCh darauf besteht, dass ihre Autorität das Gesetz ersetzt. Die Verfassung verankert die Rechtsstaatlichkeit, unterstreicht jedoch gleichzeitig das Prinzip der „Führung der Kommunistischen Partei“. Die Justiz ist also nicht unabhängig und unterliegt daher der Politisierung und Kontrolle der Kommunistischen Partei. Dies führte zu einem System, das oft als „Herrschaft durch das Gesetz“ bezeichnet wird statt „Herrschaft des Gesetzes“.
Richterliche Entscheidungen unterliegen willkürlichen Einschätzungen der KPCh. Dies führt zur Unterdrückung von Bürgern, die von der Rechtsordnung Gebrauch machen, um Missstände aufzuheben. Sobald deren Anlass das Potential besitzt, die Autorität der Kommunistischen Partei zu untergraben, handelt die KPCh außerhalb der von ihr selbst festgelegten Rechtsordnung. Beschuldigte, die sich mit strafrechtlichen Vorwürfen, wie beispielsweise die Durchführung von Aktivismus oder wegen ihrer religiösen Überzeugung, ausgesetzt sehen, haben oft nur wenige Mittel, um eine effektive Verteidigung zu betreiben.
Die Weiquan-Bewegung entstand eigentlich Anfang der 2000er Jahre als Reaktion auf diese inhärenten Widersprüche und die willkürliche Ausübung der Rechtsgewalt in China. Ihre Wurzeln sind jedoch auf die in den 1990er Jahren begonnene Verbraucherschutzbewegung zurückzuführen. Die Bewegung ist informell und kann so verstanden werden, dass sie Rechtsanwälte und juristische Aktivisten umfasst, die sich für Bürgerrechte einsetzen und die Interessen der Bürger gegen Körperschaften, Regierungsämter beziehungsweise Organe der Kommunistischen Partei verteidigen. Fu Hualing und Richard Cullen bemerkten, dass die Weiquan-Juristen „in der Regel immer auf der Seite der schwächeren Partei sind: Gastarbeiter gegen Arbeitgeber in Arbeitskonflikten; Bauern in steuerlichen Angelegenheiten; Personen, die Umweltbelastungen, Landbewilligungen und Dorfkomiteewahlen anfechten; Journalisten, die Regierungszensur gegenüberstehen; strafrechtlich verfolgte Angeklagte; und normale Bürger, die durch staatliche Maßnahmen und Aktionen diskriminiert werden“.
Die Entstehung der Weiquan-Bewegung wurde durch ein Zusammenfinden mehrerer Faktoren möglich: zum einen gab es einen Markt für deren Dienste, zum anderen entstand ein zunehmendes Rechtsbewusstsein. Dies wurde auch durch das „Anwaltsgesetz“ von 1996 gefördert, das die Definition der Rechtsanwälte von „staatlichen Rechtsarbeitern“ in „Rechtsfachleute“ änderte, die ein juristisches Zertifikat besitzen und so juristische Dienstleistungen erbringen können. Das Gesetz trennte effektiv die Rechtsanwälte vom Staat und gab Anwälten innerhalb ihres Berufs größere (obwohl noch begrenzte) Autonomie.
Weiquan-Anwälte neigen dazu, die mangelnde Unabhängigkeit der Justiz in China besonders kritisch zu beurteilen. Anstatt bestimmte Gesetze in Frage zu stellen, formulieren sie ihre Arbeit als im Einklang mit den chinesischen Gesetzen stehend, und beschreiben ihre Aktivitäten als Mittel, die Verfassung gegen Missbrauch zu verteidigen und aufrechtzuerhalten. Als solches wurden Weiquan-Anwälte als eine Form des Rechtmäßigen Widerstands beschrieben.

## Weiquan-Anwälte
Hauptartikel: Weiquan-Rechtsanwälte
Die Bezeichnung Weiquan-Anwälte (Chinesisch: 维权 律师) beziehungsweise „Rechtsanwälte zum Schutz der Rechte“ bezieht sich auf eine kleine, aber einflussreiche Bewegung von Rechtsanwälten, Gelehrten und Aktivisten, die chinesischen Bürgern helfen, ihre verfassungsmäßigen, bürgerlichen Rechte geltend zu machen, und auch öffentliches Interesse durch Rechtsstreitigkeiten und juristischen Aktivismus durchzusetzen. Vor dem Hintergrund einer steigenden Zahl von Anwälten in China ist der Anteil der Weiquan-Anwälte sehr gering. Weiquan-Anwälte sehen sich erheblichen persönlichen, finanziellen und beruflichen Risiken ausgesetzt.
Zu den namhaften Weiquan-Anwälten gehören unter anderem He Weifang, Xu Zhiyong, Teng Biao, Guo Feixiong, Chen Guangcheng, Gao Zhisheng, Zheng Enchong und Li Heping. Viele Barfußanwälte sind Bauern, die sich autodidaktisch Rechtskenntnisse beibringen, um zivilrechtliche Beschwerden einzureichen, Rechtsstreitigkeiten zu führen und Mitbürger über ihre Rechte aufzuklären. Einige Weiquan-Anwälte sind Pragmatiker, andere radikaler.

## Hauptbereiche

### Freie Meinungsäußerung
Obwohl die Meinungsfreiheit in Artikel 35 der Verfassung der Volksrepublik China verankert ist, setzen chinesische Behörden Beschränkungen der politischen und religiösen Meinungsäußerung durch. Solche Beschränkungen stehen bisweilen im Einklang mit Artikel 105 des Strafgesetzbuches, der vage und weit gefasste Bestimmungen gegen die „Anstiftung zur Subversion der Staatsmacht“ enthält. Weiquan-Anwälte argumentierten gemeinsam mit internationalen Menschenrechtsorganisationen, dass die Bestimmungen gegen Subversion sowohl mit Chinas eigener Verfassung als auch mit internationalen Menschenrechtsstandards unvereinbar seien, insbesondere angesichts der mangelnden Transparenz und der unklaren Richtlinien für die Anwendung der Gesetze.
Mehrere Weiquan-Anwälte waren in Rechtsstreitigkeiten und anderen Formen der Verteidigung des Rechts auf freie Meinungsäußerung für Einzelpersonen involviert, die wegen Subversion angeklagt worden waren. Bekannte Fälle sind: Liu Xiaobo, ein prominenter Pekinger Intellektueller,  der im Dezember 2009 wegen Anstiftung zur Subversion zu elf Jahren Gefängnis verurteilt wurde. Der Aktivist Tan Zuoren aus Chengdu, der ebenso wegen Anstiftung zur Subversion zu fünf Jahren Haft verurteilt wurde, weil er unter anderem Schriften über das Tian’anmen-Massaker von 1989 veröffentlicht hatte, Familien der Opfer des Erdbebens in Sichuan 2008 beistand und dem Radiosender Sound of Hope, der mit Falun Gong verbunden ist, Interviews gab. Tans Anwälten wurde der Eintritt in den Gerichtssaal verwehrt. Der Intellektuelle Guo Quan, der im Oktober 2009 zu zehn Jahren Haft verurteilt wurde, weil er im Internet „reaktionäre“ Artikel veröffentlicht hatte.
Weiquan-Anwälte wendeten sich auch gegen die Anwendung von Gesetzen zum Schutz von Staatsgeheimnissen, die bisweilen zur Verfolgung von Personen eingesetzt werden, die Informationen zu politisch sensiblen Themen verbreiten. Beispielsweise beteiligten sich im November 2009 Anwälte an der Verteidigung für Huang Qi, einem Aktivisten aus Sichuan, der sich im Internet für die Eltern der Sichuan-Erdbebenopfer eingesetzt hatte. Huang wurde wegen des Besitzes von Staatsgeheimnissen zu drei Jahren Gefängnis verurteilt.

### Rechtsunabhängigkeit
Die chinesische Verfassung verankert zwar Rechtsstaatlichkeit, unterstreicht aber gleichzeitig das Prinzip der „Führung der Kommunistischen Partei“. Deshalb untersteht die Rechtsanwaltschaft der Autorität der Kommunistischen Partei, deshalb ist das Justizministerium für die Erteilung und Erneuerung von Anwaltslizenzen zuständig, nicht die Rechtsanwaltskammern. Weiquan-Anwälte argumentierten, dass diese Struktur das Entstehen echter Rechtsstaatlichkeit ausschließe, und befürworteten in einigen Fällen Reformen, um die Unabhängigkeit der Justiz und den Schutz der Rechtsberufe zu verbessern.
Ende August 2008 unterzeichneten mehrere Dutzend Pekinger Anwälte eine Petition, in der gefordert wurde, dass die Führungskräfte der Pekinger Anwaltskammer von den Mitgliedern der Organisation gewählt und nicht vom Justizministerium ernannt werden sollten. Im Petitionsbrief wurde festgestellt, dass das Auswahlverfahren für die Direktoren der Vereinigung nicht mit den offiziellen Richtlinien und der chinesischen Verfassung vereinbar ist, und deshalb durch ein demokratisches Wahlverfahren ersetzt werden sollte. Die Pekinger Anwaltskammer reagierte auf die Kampagne mit der Behauptung, dass jede Person gesetzwidrig handle, „die Textnachrichten, das Internet oder andere Medien verwendet, um das Konzept der Direktwahl privat zu fördern und zu verbreiten, um kontroverse Meinungen auszudrücken und dadurch Gerüchte innerhalb der Pekinger Anwaltskammer zu verbreiten, sowie die Gedanken der Menschen verwirren und vergiften und von Umständen überzeugen will, die in Bezug auf die sogenannten ‚Direktwahlen für die Pekinger Anwaltskammer’ nicht existieren“. Im darauffolgenden Jahr weigerte sich das Pekinger Justizbüro, die Lizenzen von 53 Pekinger Weiquan-Anwälten zu erneuern, die alle die Petition für Wahlen bei der Anwaltskammer unterzeichnet hatten.

### Landrechte

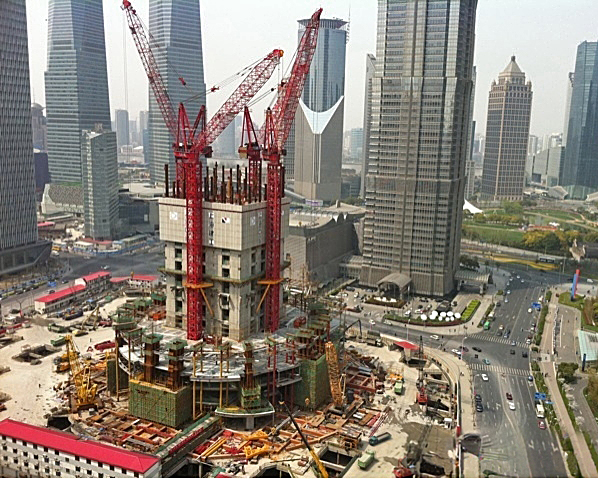
Die Praxis der Landbeschlagnahmungen und Zwangsräumungen ist in China weit verbreitet, da die Kommunalverwaltungen privaten Immobilienentwicklern Platz machen.

Nach chinesischem Eigentumsrecht gibt es keine privat erworbenen Grundstücke. „Städtisches Land“ ist im Besitz des Staates, der Landrechte für eine bestimmte Anzahl von Jahren gewährt. Ländliches beziehungsweise „kollektives Landeigentum“ wird vom Staat für 30 Jahre gepachtet und ist theoretisch für landwirtschaftliche Zwecke, Wohnungen und Dienstleistungen für Landwirte reserviert.
Zwangsräumungen sind nach dem Internationalen Pakt über wirtschaftliche, soziale und kulturelle Rechte, den China ratifiziert hat, verboten. Nach der chinesischen Verfassung und anderen Eigentumsrechten ist die Enteignung von städtischen Grundstücken nur dann zulässig, wenn es zur Unterstützung des „öffentlichen Interesses“ dient und die Vertriebenen Entschädigung, Umsiedlung und Schutz der Lebensbedingungen erhalten. Das „öffentliche Interesse“ ist jedoch nicht definiert, und Missbräuche sind im Enteignungsverfahren weit verbreitet, sodass viele Bürger sich darüber beschweren, dass sie wenig oder gar keine Entschädigung erhalten.
Zwangsräumungen ohne oder mit geringer Entschädigung kommen sowohl im städtischen als auch im ländlichen China häufig vor, wobei der Rechtsschutz für Landbewohner noch weniger vorhanden ist. Gemeinsam genutzte ländliche Gebiete können nach Ermessen der Behörden „umverteilt“ werden, und in vielen Regionen konspirieren Kommunalverwaltungen mit privaten Bauträgern, um ländliche Flächen als städtische Flächen umzuklassifizieren, die dann verkauft werden können. Von Mitte der 1990er Jahre bis Mitte 2000 waren schätzungsweise 40 Millionen chinesische Bauern von Landenteignungen betroffen. Bürger, die sich den Vertreibungen widersetzen beziehungsweise dagegen protestieren, werden Belästigungen, Schlägen und sogar Haftstrafen ausgesetzt, und landbezogene Beschwerden eskalieren gelegentlich zu großangelegten Protesten beziehungsweise Unruhen.
Mehrere Weiquan-Anwälte setzten sich für die Rechte einzelner Bürger ein, deren Land und Häuser ohne ausreichende Entschädigung weggenommen wurden, darunter der Anwalt Zheng Enchong aus Shanghai. Die Pekinger Anwältin Ni Yulan war selbst durch Zwangsräumung obdachlos geworden, und vertrat freimütig solche Opfer, bevor sie zu zwei Jahren Gefängnis verurteilt wurde.
Im Jahr 2007 veröffentlichte der 54-jährige Landwirt Yang Chunlin aus der Provinz Heilongjiang zahlreiche Artikel über Menschenrechte und Landrechte und half bei der Organisation einer Petition mit dem Titel „Wir wollen Menschenrechte und keine Olympischen Spiele“. Die Petition soll über zehntausend Unterschriften gesammelt haben. Yang wurde daraufhin vor Gericht gestellt und zu fünf Jahren Gefängnis verurteilt, in dem er gefoltert worden sein soll. Li Fangping wurde beauftragt, ihn zu verteidigen, bekam jedoch keinen Zugang zu seinem Mandanten.

### Verteidigung ethnischer Minderheiten
Mehrere Weiquan-Anwälte, darunter Teng Biao, Jiang Tianyong, und Li Fangping, boten Tibetern im Anschluss an die Tibetischen Unruhen vom März 2008 Rechtshilfe an. Die Proteste führten zur Inhaftierung von mindestens 670 Tibetern, von denen mindestens vier hingerichtet wurden. Chinesische Regierungsstellen behaupteten, dass die Unruhen und Gewalt in Tibet vom Dalai Lama gesteuert und von seinen Anhängern ausgeführt worden seien, um Unruhen zu schüren und die Olympischen Sommerspiele 2008 in Peking zu stören. Die Offene Verfassungsinitiative, die von mehreren Weiquan-Anwälten und Intellektuellen betrieben wurde, veröffentlichte im Mai 2009 ein Dokument, das den offiziellen Bericht infrage stellte und darauf hinwies, dass die Proteste wohl eher eine Reaktion auf wirtschaftliche Ungerechtigkeiten, die Migration der Han-Chinesen und religiöse Gefühle gewesen seien. Die Offene Verfassungsinitiative empfahl den chinesischen Behörden, die Rechte und Interessen des tibetischen Volkes, einschließlich der Religionsfreiheit, besser zu respektieren und zu schützen und den Abbau der wirtschaftlichen Ungleichheit sowie der Korruption in den Behörden voranzutreiben.
Der tibetische Filmemacher Dhondup Wangcheng wurde zu sechs Jahren Gefängnis verurteilt, weil er im Vorfeld der Olympischen Spiele in Peking einen Dokumentarfilm über die Menschenrechte in Tibet gedreht  hatte. Die beiden Anwälte Chang Boyang und Li Dunyong, die ihn vertreten wollten, sahen sich wegen der Verteidigung ihres Mandanten Bedrohungen und Belästigungen ausgesetzt.
Im Juli 2010 unterzeichnete eine Gruppe chinesischer Aktivisten, darunter Teng Biao, einen Brief an die chinesische Führung, in dem sie gegen die 15 Jahre Gefängnisstrafe protestierte, zu der der uigurische Journalist Halaite Niyaze verurteilt worden war. Niyaze, der wegen „Gefährdung der Staatssicherheit“ angeklagt worden war, wurde bei seinem Prozess anwaltlicher Beistand verweigert. Niyaze wurde angeklagt, weil er der chinesischen Regierung in einem Interview mit einer Hongkonger Nachrichtenagentur vorgeworfen hatte, nicht genug getan zu haben, um die Unruhen von Ürümqi im Juli 2009 zu verhindern.

### Falun Gong
Hauptartikel: Verfolgung von Falun Gong

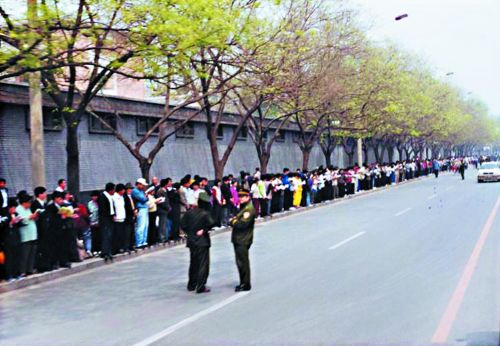
Falun-Gong-Praktizierende demonstrieren im April 1999 außerhalb des Regierungsgeländes Zhongnanhai, um offizielle Anerkennung zu bekommen. Die Praxis wurde drei Monate später rechtswidrig verboten.

Falun Gong, eine spirituelle Qigong-Disziplin, die bis zu ihrer Verfolgung laut chinesischer Regierungsangaben bis zu 100 Millionen Praktizierende hatte, wurde im Juli 1999 durch die Führung der Kommunistischen Partei Chinas verboten, die eine Kampagne einleitete, um die Disziplin und ihre Anhänger (auch als Falun Dafa bekannt) zu unterdrücken. In dem Versuch, Falun-Gong-Anhänger von ihrem Glauben abzubringen, werden diese in Haft staatlich sanktionierten, systematischen Gewalttätigkeiten ausgesetzt, die manchmal zum Tode führen. Einige Quellen deuten darauf hin, dass Hunderttausende bis Millionen in Lagern zur Umerziehung-durch-Arbeit (Laogai) eingesperrt sind, weil sie Falun Gong praktizieren und/oder gegen die Verfolgung Widerstand leisten.
Im November 1999 bot der Oberste Volksgerichtshof der Volksrepublik China eine gerichtliche Auslegung des Artikels 300 des Strafgesetzbuches an, wonach Falun Gong als „xie jiao“ oder Kult anzusehen sei. Viele Praktizierende wurden daraufhin zu langen Gefängnisstrafen verurteilt, oft unter Berufung auf Artikel 300, und zwar in einem typischerweise sehr kurzen Verfahren und ohne Anwesenheit eines Rechtsbeistandes. Allein im Jahr 2009 berichtete das Falun-Dafa-Informationszentrum, dass mehrere Hundert Falun-Gong-Anhänger zu Gefängnisstrafen von bis zu 18 Jahren verurteilt wurden. Menschenrechtsgruppen, einschließlich Amnesty International, stellten fest, dass die Anwendung des Gesetzes zur Verfolgung von Falun-Gong-Anhängern sowohl gegen Chinas eigene Verfassung als auch gegen internationale Maßstäbe verstößt. Mehrere Weiquan-Anwälte argumentierten in ähnlicher Weise, während sie Falun-Gong-Anhänger verteidigten, die wegen ihres Glaubens mit strafrechtlichen oder verwaltungsrechtlichen Strafen konfrontiert waren. Zu den Anwälten, die Falun Gong verteidigt haben, gehören unter anderem Guo Guoting, Zhang Kai, Li Chunfu, Wang Yonghang, Tang Jitian und Liu Wie.
Neben der Prozessarbeit setzten sich Weiquan-Anwälte, wie Gao Zhisheng, auch öffentlich und in den Medien für die Menschenrechte von Falun-Gong-Praktizierenden ein. In den Jahren 2004 und 2005 schrieb Gao eine Reihe von Briefen an Chinas Führungsspitze, in denen er Einzelheiten über Folter und sexuellen Missbrauch gegen Falun-Gong-Praktizierende aufführte und ein Ende der Verfolgung der Gruppe forderte. Als Reaktion darauf verlor Gao seine Anwaltslizenz, wurde unter Hausarrest gestellt, inhaftiert und sogar gefoltert.

### HIV/AIDS
Einige Weiquan-Anwälte setzten sich für die Rechte von HIV/AIDS-Opfern ein, die sich aufgrund staatlich geförderter Blutspendeaktionen mit dem Virus infiziert hatten. In den 1990er Jahren ermutigten Regierungsbeamte in Zentralchina und vor allem in der Provinz Henan die Landbevölkerung, Blutplasma zu verkaufen, um ihr Einkommen zu verbessern. Grobe Misswirtschaft des Prozesses führte zu Hunderttausenden HIV-Infizierter. Nach Angaben von Aktivisten wurden die Opfer nicht entschädigt und keine Regierungsbeamten zur Rechenschaft gezogen. Die Behörden unterdrücken weiterhin Informationen über die Epidemie, die angesichts der Beteiligung von Li Changchun, dem Propagandaführer der Kommunistischen Partei und ehemaligen Parteichef in Henan, besonders sensibel ist.
Hu Jia ist wohl der bekannteste Anwalt für HIV/AIDS-Opfer, nachdem er als Geschäftsführer des Institutes für Gesundheitserziehung Beijing Aizhixing und als einer der Gründer der Nichtregierungsorganisation Loving Source tätig war.

### Frauenrechte
Chen Guangcheng, ein blinder, autodidaktischer Weiquan-Anwalt, wurde für die Verteidigung der Opfer der Ein-Kind-Politik Chinas bekannt. Erstmals im Jahr 1979 eingeführt, forderte die Ein-Kind-Politik, dass Paare nur ein Kind haben dürfen, doch gab es Ausnahmen für einige ländliche Bürger, ethnische Minderheiten und Paare, die selbst Kinder waren. Obwohl das chinesische Gesetz strenge Durchsetzungsmaßnahmen verurteilt, wurden chinesische Behörden und Mitarbeiter der staatlichen Familienplanung beschuldigt, Spätzwangsabtreibungen, Sterilisationen, Inhaftierungen und Folterungen als Zwangsmaßnahmen durchgeführt zu haben, um diese Politik durchzusetzen. Im Jahr 2005 reichte Chen Guangcheng eine Sammelklage gegen Beamte der Familienplanung in Linyi, Provinz Shandong, ein, die beschuldigt wurden, Tausende Frauen einer Sterilisation beziehungsweise Zwangsabtreibung unterworfen zu haben.

### Untergrund-Christen
Chinas Verfassung garantiert Religionsfreiheit, sieht aber auch einen Vorbehalt vor, der besagt, dass nur „normale“ religiöse Aktivitäten erlaubt sind. In der Praxis wird Religionsfreiheit jedoch nur innerhalb der strikt vorgeschriebenen Parameter der fünf offiziell sanktionierten „patriotischen“ religiösen Vereinigungen Buddhismus, Daoismus, Islam, Protestantismus und Katholizismus gewährt. Gruppen, die sich außerhalb der staatlich verwalteten Religionen befinden, darunter Untergrund- beziehungsweise christliche Hauskirchen, unterliegen in unterschiedlichem Maße der Repression und Verfolgung.
Zwar gibt es keine endgültigen Zahlen über die Anzahl der untergetauchten Christen in China, doch liegen einige Schätzungen bei über 70 Millionen. Mindestens 40 katholische Bischöfe arbeiten unabhängig von der offiziellen Sanktion; einige davon stehen unter Beobachtung, Hausarrest, Haft oder sind verschwunden. Mehrere Führungskräfte und Mitglieder im Untergrund agierender protestantischer Kirchen wurden ebenfalls festgenommen und zu Umerziehung-durch-Arbeit beziehungsweise Gefängnisstrafen verurteilt. Gewaltsame Überfälle und Zerstörungen an Untergrundkirchen wurden durchgeführt, was manchmal zu Verletzungen der Kirchgänger führte. Chinesische Beamte bezeichneten mehrere dieser protestantischen Kirchen als „xie jiao“ (wörtlich übersetzt als „böse Religion“) oder Kult beziehungsweise Sekte, um einen Vorwand für härtere Bestrafungen der Mitglieder zu haben.
Mehrere prominente Weiquan-Anwälte identifizieren sich mit der untergetauchten protestantischen Bewegung und versuchten Kirchenmitglieder und Führungskräfte, die mit einer Freiheitsstrafe konfrontiert waren, zu verteidigen. Zu diesen Anwälten gehören Zhang Kai, Li Heping und Gao Zhisheng. Die in den USA ansässige Organisation „ChinaAid“ des ehemaligen Hauskirchenführers Bob Fu unterstützte Rechtsfälle und bot notleidenden Klienten in China „Rechtsstaatsausbildung“ sowie Rechtshilfe.

### Andere Initiativen
Eine Reihe spezifischer Ereignisse zog die Aufmerksamkeit und Hilfe der Weiquan-Aktivisten an. Beim Erdbeben in der Provinz Sichuan im März 2008 führten minderwertig gebaute Schulgebäude zum Zusammenbruch mehrerer Schulen, die mit Schülern besetzt waren. Einige Weiquan-Anwälte, darunter Tan Zuoren, verteidigten die Rechte der Eltern und untersuchten Vorwürfe, dass korrupte Beamte für die schlechten Bauten verantwortlich gewesen seien. Eltern und Anwälte sahen sich aufgrund ihrer Aktivitäten Repressalien chinesischer Beamter ausgesetzt.
Im Laufe des gleichen Jahres wurde der Chinesische Milchskandal aufgedeckt, bei dem große Mengen Säuglingsnahrung mit Melamin verunreinigt worden waren, wodurch 300.000 Säuglinge erkrankten und mehrere Todesfälle zu beklagen waren. Mehrere Eltern der Opfer wurden verhaftet, weil sie versuchten, die Aufmerksamkeit der Medien auf ihre Notlage zu lenken. Dutzende Anwälte, besonders aus den Provinzen Hebei, Henan und Shandong, boten den Opfern kostenlose juristische Hilfe an, doch wurden ihre Bemühungen von den Behörden behindert.
Einzelne Menschenrechtsfälle, wie der Deng-Yujiao-Vorfall und der Tod von Qian Yunhui erhielten auch Hilfe von Rechtsverteidigern, wie Wu Gan.
Im Jahr 2003 gründete eine Gruppe Rechtsgelehrter, darunter Teng Biao und Xu Zhiyong, die Offene Verfassungsinitiative (Chinesisch: 公 盟), um sich für eine größere Rechtsstaatlichkeit einzusetzen. Die Organisation war am Fall Sun Zhigang beteiligt, bei dem es um den Tod des Modedesigners ging, und setzte sich unter anderem für Bittsteller, Arbeitnehmerrechte, Meinungsfreiheit, HIV/AIDS-Opfer, Tibeter, Landrechte und den Schutz der öffentlichen Gesundheit ein.

## Antwort der Regierung

### Einschränkung der Rechtsstaatlichkeit
Als Reaktion auf die Entstehung der Weiquan-Bewegung, die oftmals die Amtssprache der „Rechtsstaatlichkeit“ nutzt, um die Rechtmäßigkeit ihrer Arbeit zu belegen, wurde im April 2006 eine politische Kampagne ins Leben gerufen, um die Führung der Kommunistischen Partei über die Rechtspflege zu festigen, die Idee größerer Unabhängigkeit für Richter und Anwälte zu bekämpfen und die Menschen und Justizbehörden über das „sozialistische Konzept der Rechtsstaatlichkeit“ aufzuklären. Die Kampagne wurde von Luo Gan angekündigt, dem damaligen Leiter des Ausschusses für Politik und Recht des Zentralkomitees der Kommunistischen Partei. Luo drängte darauf, dass zum Schutz der politischen Stabilität „durchgreifende Maßnahmen“ gegen diejenigen ergriffen werden, „die unter dem Vorwand des Rechtsschutzes (Weiquan) Sabotage betreiben“. Der Start der Kampagne fiel zeitlich mit einer Niederschlagung der Weiquan-Anwälte zusammen.
Kurz nach dem Beginn der Kampagne erteilten Partei-Komitees den Richtern Anweisungen, um sie an die politischen Ziele zu erinnern, die ihre Arbeit erfüllen muss. Laut einem Dokument, das den Richtern in Zhejiang vorgelegt und von Human Rights Watch zitiert wurde „haben in letzter Zeit einige Richter zu glauben angefangen, dass man sich in einem Fall nur streng an das Gesetz halten muss, um Richter zu sein. In der Tat ist diese Art von Konzept falsch […] alle juristischen Formulierungen haben einen klaren politischen Hintergrund und eine klare politische Richtung […] Wir müssen diese Art enger Sichtweise ausmerzen, die glaubt, dass man auch Gerichtsarbeit leisten kann, indem man gerichtliche Unabhängigkeit hat“.
Während einer Konferenz über politisch-juristische Arbeit im Dezember 2007 formulierte der Generalsekretär der Kommunistischen Partei Hu Jintao die Theorie der „Drei Höchsten“, die erneut betonte, dass juristische Arbeit die Anliegen und Interessen der Kommunistischen Partei als oberstes Gebot betrachten sollten. Im März 2008 wurde Wang Shengjun als neuer Leiter des Obersten Volksgerichtshofs der Volksrepublik China bestätigt. Wang, der selbst keine juristische Ausbildung  besaß, gab die Bemühungen seiner Vorgänger zur Verbesserung der juristischen Kompetenz, Ausbildung und Autonomie auf. Stattdessen stellte er die ideologischen Implikationen der „Drei Höchsten“-Theorie und die Aufrechterhaltung der Führung der Kommunistischen Partei in den Vordergrund.
2010 erließ das chinesische Justizministerium zwei neue Vorschriften, um „die Aufsicht und Verwaltung von Anwälten und Anwaltskanzleien zu stärken“. Laut Associated Press dienen die neuen Verordnungen dazu, „den Behörden die Möglichkeit zu geben, Rechtsanwälte zu bestrafen … für Aktionen, wie das Reden mit Medien oder sogar wenn ‚Verkehrsprobleme‘ verursacht wurden“.
Im März 2012 erließ das chinesische Justizministerium eine neue Richtlinie, nach der Rechtsanwälte, die das erste Mal ihre Lizenz erwerben oder eine bestehende Lizenz erneuern wollen, der Kommunistischen Partei einen Treueid schwören müssen. Auf der Website des Ministeriums enthält ein Abschnitt des Eides Folgendes: „Ich schwöre, die heilige Mission der juristischen Arbeiter im Sozialismus mit chinesischen Merkmalen treu zu erfüllen. Ich schwöre gegenüber dem Mutterland und dem Volk loyal zu sein, sowie die Führung der Kommunistischen Partei Chinas und das sozialistische System aufrechtzuerhalten, und die Würde der Verfassung und der Gesetze zu schützen.“

### Unterdrückung von Rechtsanwälten und Zwangsmaßnahmen
Weiquan-Anwälte werden bei ihrer Arbeit mit verschiedenen Herausforderungen durch die chinesische Regierung konfrontiert, unter anderem Berufsverbot oder Ausschluss, Gewalt, Drohungen, Überwachung, willkürliche Inhaftierung und Strafverfolgung. Dies gilt insbesondere für Rechtsanwälte, die politisch sensible Fälle übernehmen. Berichte über Belästigungen, Einschüchterungen und Gewalt gegen Weiquan-Anwälte vermehrten sich im Jahr 2006, nach dem Start der Kampagne zur Förderung des „sozialistischen Konzepts des Rechtsstaatsbegriffs“. Die Behörden weigerten sich, die Lizenzen mehrerer Dutzend Weiquan-Anwälte zu verlängern, und mehreren wurde das Ausüben ihres juristischen Berufes auf Lebenszeit verboten. Im Jahr 2009 durften beispielsweise mindestens 17 Weiquan-Anwälte ihre gesetzliche Lizenz nicht erneuern, nachdem sie politisch sensible Fälle übernommen hatten. Mehrere Weiquan-Anwälte wurden wegen ihres Einsatzes zu Gefängnisstrafen verurteilt. 
Eine Auswahl bemerkenswerter Unterdrückungsfälle wird nachfolgend aufgeführt:
- Gao Zhisheng, einst vom Staat als einer der zehn vielversprechendsten Anwälte Chinas anerkannt, war Fürsprecher für eine Reihe entrechteter Personen und Minderheiten. Im Jahr 2006, nachdem er eine Reihe öffentlicher Briefe an die chinesische Führung über die Folterung von Falun-Gong-Anhängern geschrieben hatte, wurde Gao seine Anwaltslizenz entzogen und seine Kanzlei geschlossen.[71] Seine Familie wurde unter Hausarrest gestellt und er sechs Monate lang inhaftiert. Gao wurde zu vier Jahren Gefängnis verurteilt, doch die Strafe auf fünf Jahre mit Bewährung ausgesetzt. Er war mehrmals längere Zeit verschwunden und in Gewahrsam gefoltert.[72]
- Am 27. Dezember 2007 wurde der AIDS- und Pro-Demokratie-Aktivist Hu Jia im Vorfeld der Olympischen Spiele 2008 in Peking festgenommen. Hu war ein bekannter Rechtsaktivist, der sich für AIDS-Opfer, Bauern und Opfer von Landenteignungen einsetzte. Hu kritisierte auch die mangelhaften Fortschritte bei Menschenrechtsthemen, die vor den Olympischen Spielen angekündigt worden waren.[73] Hu plädierte bei seinem Prozess im März 2008 auf nicht schuldig, wurde jedoch am 3. April 2008 wegen „Anstiftung zur Untergrabung der Staatsgewalt“ zu dreieinhalb Jahren Gefängnis verurteilt.[74] Hu war zuvor unter Hausarrest gestellt und von der Polizei geschlagen worden.[75]
- Als Reaktion auf seine Arbeit, bei der er 2005 eine Sammelklage gegen Behörden für Familienplanung in Linyi, Provinz Shandong eingebracht hatte, wurde Chen Guangcheng unter Hausarrest gestellt, bedroht, inhaftiert und geschlagen. Drei weitere Weiquan-Aktivisten – Li Fangping, Li Subin und Xu Zhiyong – besuchten Chen und boten ihm Unterstützung an. Daraufhin wurde sie selbst geschlagen und verhört. Am 24. August 2006 wurde Chen zu vier Jahren und drei Monaten Gefängnis verurteilt, weil er „Sachschäden verursachte und Menschenmengen zusammenbrachte, um die Beförderungsordnung zu stören“. Nach seiner Freilassung wurde Chen weiterhin unter Hausarrest gestellt.[76]
- Am 22. April 2010 erhielten die Pekinger Anwälte Liu Wei und Tang Jitian für die Verteidigung von Falun-Gong-Praktizierenden lebenslanges Berufsverbot.[77]
- Am 13. Mai 2009 wurden die Anwälte Zhang Kai und Li Chunfu in Chongqing brutal verprügelt und festgenommen, weil sie den Tod von Jiang Xiqing untersuchten, eines 66-jährigen Falun-Gong-Praktizierenden, der im Arbeitslager ermordet worden war. Einen Monat zuvor wurde der Pekinger Anwalt Cheng Hai in ähnlicher Weise von der Polizei in der Provinz Sichuan geschlagen, weil er versucht hatte, einen Falun-Gong-Anhänger zu verteidigen.[43]
- Yang Chunlin wurde im Juli 2007 verhaftet und wegen „Aufhetzung zur Subversion der Staatsmacht“ angeklagt.[78] Sein Prozess begann im Februar 2008 in der Stadt Jiamusi.[79][80] Yang wurde am 24. März 2008 zu fünf Jahren Gefängnis verurteilt.[81] Während des gesamten Prozesses beteuerte er seine Unschuld. Während der Verhandlung und nach seiner Verurteilung wurde Yang Berichten zufolge mindestens zweimal mit einem elektrischen Schlagstock geschlagen.[82][83]
- Am 4. Juli 2009 brachen rund 20 Sicherheitskräfte in das Haus von Wang Yonghang ein. Wang, ein Weiquan-Anwalt aus der Stadt Dalian, hatte Falun-Gong-Anhänger verteidigt. Er wurde zur Vernehmung in Gewahrsam genommen und Berichten zufolge schwer geschlagen.[44] Wangs Anwälte durften ihn nicht kontaktieren. Im November 2009 wurde Wang in einer nicht-öffentlichen Gerichtsverhandlung wegen seiner Fürsprache für Falun-Gong-Praktizierende zu sieben Jahren Gefängnis verurteilt. Nachdem seine Anwälte ihn im Januar 2010 sehen durften, berichteten sie, dass er gefoltert worden sei.[84]
- Am 17. Juli 2009 überfielen die Behörden in Peking die Offene Verfassungsinitiative, eine Nichtregierungsorganisation, die von den Rechtsanwälten Teng Biao und Xu Zhiyong gegründet worden war, und schlossen diese.[85]
- Am 20. Februar 2011 wurden mehrere Weiquan-Aktivisten eingesperrt, nachdem sie im Internet zu Pro-Demokratie-Protesten in China aufgerufen hatten. Darunter waren Chen Wei, Jiang Tianyong, Tang Jitian und Teng Biao.[86]
- Im Mai 2014, als mehrere chinesische Aktivisten begannen, sich für den 25. Jahrestag der Proteste des Tian’anmen-Massakers von 1989 vorzubereiten, wurden eine Anzahl Rechtsanwälte verhaftet, weil sie verdächtigt wurden, eine Demonstration zu planen. Unter den Verhafteten befand sich Pu Zhiqiang, ein Anwalt, der an der Organisation der Demonstrationen im Jahr 1989 beteiligt war.[87]

## Internationale Reaktionen
Obwohl außerhalb Chinas nur relativ wenig über das Weiquan-Phänomen als Bewegung bekannt ist, äußerten westliche Regierungen und Menschenrechtsorganisationen immer wieder ihre Besorgnis über die Behandlung einzelner Weiquan-Anwälte in China. Einige von ihnen hatten wegen ihrer Arbeit zur Förderung der Bürgerrechte und gegen die Einparteienherrschaft mit Entrechtung, Inhaftierung, andauerndem Verschwundenseins, Verurteilung und Folter zu kämpfen. Im Oktober 2010 drängte eine überparteiliche Gruppe von 29 Abgeordneten des Repräsentantenhauses der Vereinigten Staaten Präsident Obama, die Fälle von Liu Xiaobo und Gao Zhisheng mit der chinesischen Führung zu besprechen. Sie beschrieben die andauernde Haft von Gao Zhizheng wie folgt: „Wenn Rechtsanwälte für das ‚Verbrechen‘ der Verteidigung ihrer Mandanten weggeschleppt werden, dann ist in China der Anspruch auf Rechtsstaatlichkeit gescheitert.“ Das US-Außenministerium behauptete später, die Fälle dieser beiden Personen mit ihren chinesischen Kollegen besprochen zu haben.
Im Jahr 2008 wurde Hu Jia vom Europäischen Parlament für seine Verteidigung der Menschenrechte mit dem Sacharow-Preis ausgezeichnet. Im selben Jahr erhielten Hu und Gao Zhisheng Nominierungen für den Friedensnobelpreis und galten als Favoriten für diese Auszeichnung. Zwei Jahre später nominierten sieben Abgeordnete des US-Repräsentantenhauses die inhaftierten Anwälte Gao Zhisheng und Chen Guangcheng sowie den Dissidenten Liu Xiaobo für den Preis. Im Schreiben wurde darauf hingewiesen, dass diese Einzelpersonen versucht hatten, „das Bewusstsein des chinesischen Volkes für seine Würde und Rechte zu schärfen, und ihre Regierung aufforderten, nach ihrer Verfassung, ihren Gesetzen und der von ihr unterzeichneten internationalen Menschenrechtsabkommen zu regieren“, wodurch sie einen bedeutenden Beitrag zum Frieden leisteten. Im Dezember 2010 verlieh das Nobelpreiskomitee den Friedensnobelpreis an Liu Xiaobo in dessen Abwesenheit.